# Centropyge argi
Centropyge argi är en fiskart som beskrevs av Loren P. Woods och Kanazawa, 1951. Centropyge argi ingår i släktet Centropyge och familjen Pomacanthidae. IUCN kategoriserar arten globalt som livskraftig. Inga underarter finns listade i Catalogue of Life.